# Villares de Yeltes
Villares de Yeltes è un comune spagnolo di 168 abitanti situato nella comunità autonoma di Castiglia e León.